# Amós Troper
Amós Troper (3 de junho de 1945) é um pesquisador brasileiro, membro titular da Academia Brasileira de Ciências na área de Ciências Físicas desde 6 de maio de 1998. Foi diretor e é pesquisador emérito do Centro Brasileiro de Pesquisas Físicas.
Foi condecorado na Ordem Nacional do Mérito Científico.